# Dorothea Biehl

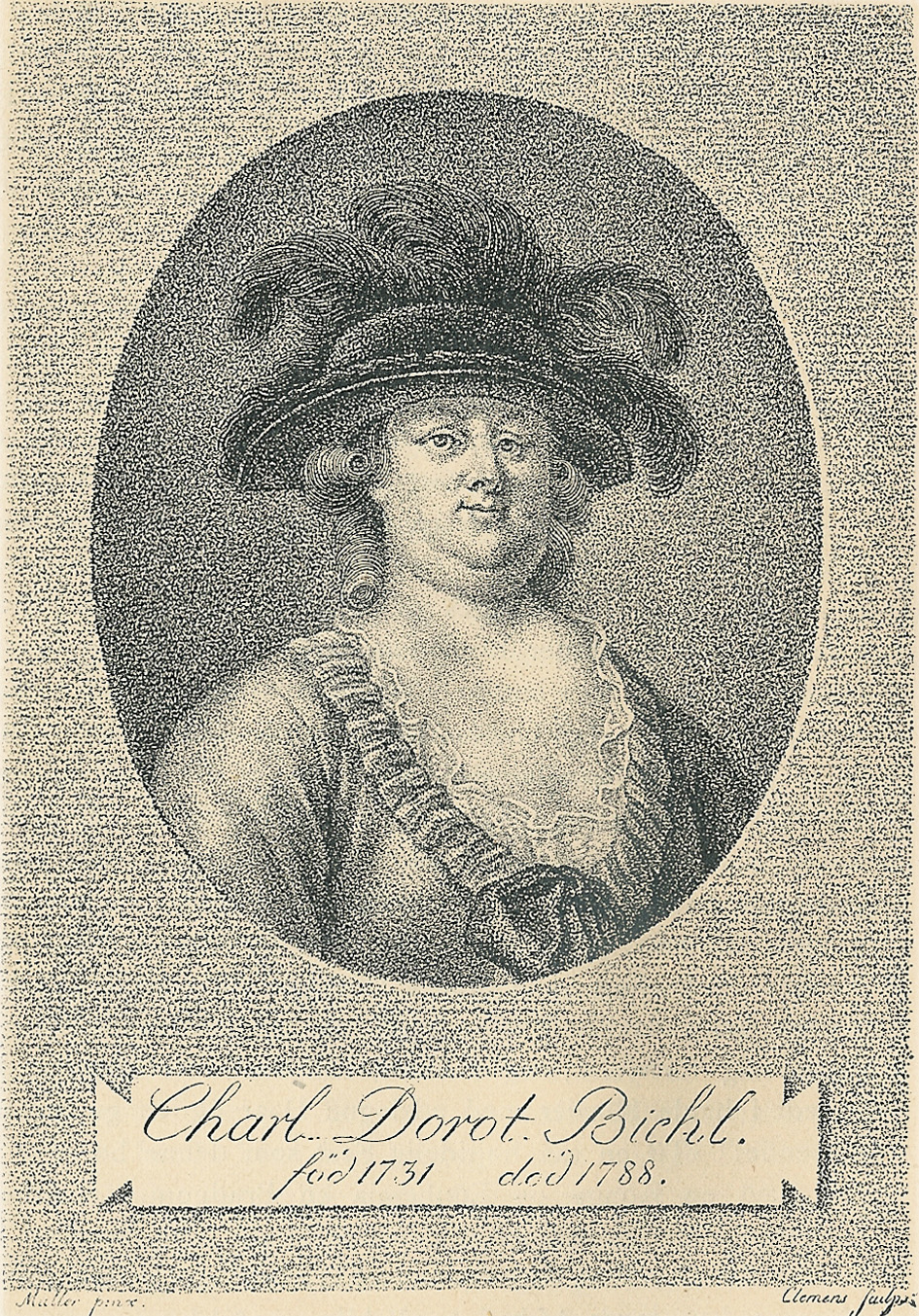
Dorethea Biehl

Dorothea Biehl (ur. 1731, zm. 1788) – duńska pisarka.
Pisała dramaty. Jej dzieło z 1765 roku: Den listige optrækkerske o kobiecie wykorzystującej mężczyzn dla swej zabawy wywołała skandal.
W 1771 roku poznała młodego 21-letniego polityka Johana Bülowa i rozpoczęła z nim wymianę korespondencji. Korespondencja ta została opublikowana w 1783.

## Dzieła
- Den kierlige mand (1764)
- Den forelskede ven (1765)
- Den listige optrækkerske (1765)
- Brevveksling imellem fortrolige venner 1-3, (1783)